# Důl Eliáš (Jáchymov)
Důl Eliáš byl hlubinný důl na stříbro a v letech 1945–1962 na těžbu uranové rudy. Leží v Eliášském údolí, asi dva kilometry západně od města Jáchymova. V letech 1947–1959 stával u zdejší uranové šachty nejprve zajatecký a následně trestanecký pracovní tábor Eliáš. 

## Historie
První zmínka o dolu v Eliášském údolí u Jáchymova pochází z roku 1512. V roce 1526 byl na dole nainstalován kehrrad – vratné obousměrné vodní kolo o průměru 12,5 metru. Sloužilo pro pohon vodotěžních (čerpání důlní vody) a těžních zařízení. Takto poháněná čerpadla dokázala vytáhnout důlní vodu z hloubky kolem 190 metrů. Bylo tak dosaženo většího výkonu, než zajišťoval trejv. Pro zajištění dostatku vody jako pohonné jednotky byl na Eliášském potoce založen rybník Heinzen Teich. Důl je, společně s Rovností, zaznamenán i na mapě vydané Vojenským zeměpisným ústavem v Praze v roce 1913.

## Těžba

### Těžba stříbra
Pozůstatky po těžbě stříbra od 16. do 19. století se nachází hlavně na návrší Hřeben. Zde se dochovala řada pinek a desítky drobných odvalů. Většinu pozůstatků těžby z tohoto období ale zničila nebo překryla masivní těžba uranu ve 20. století.

### Těžba uranu

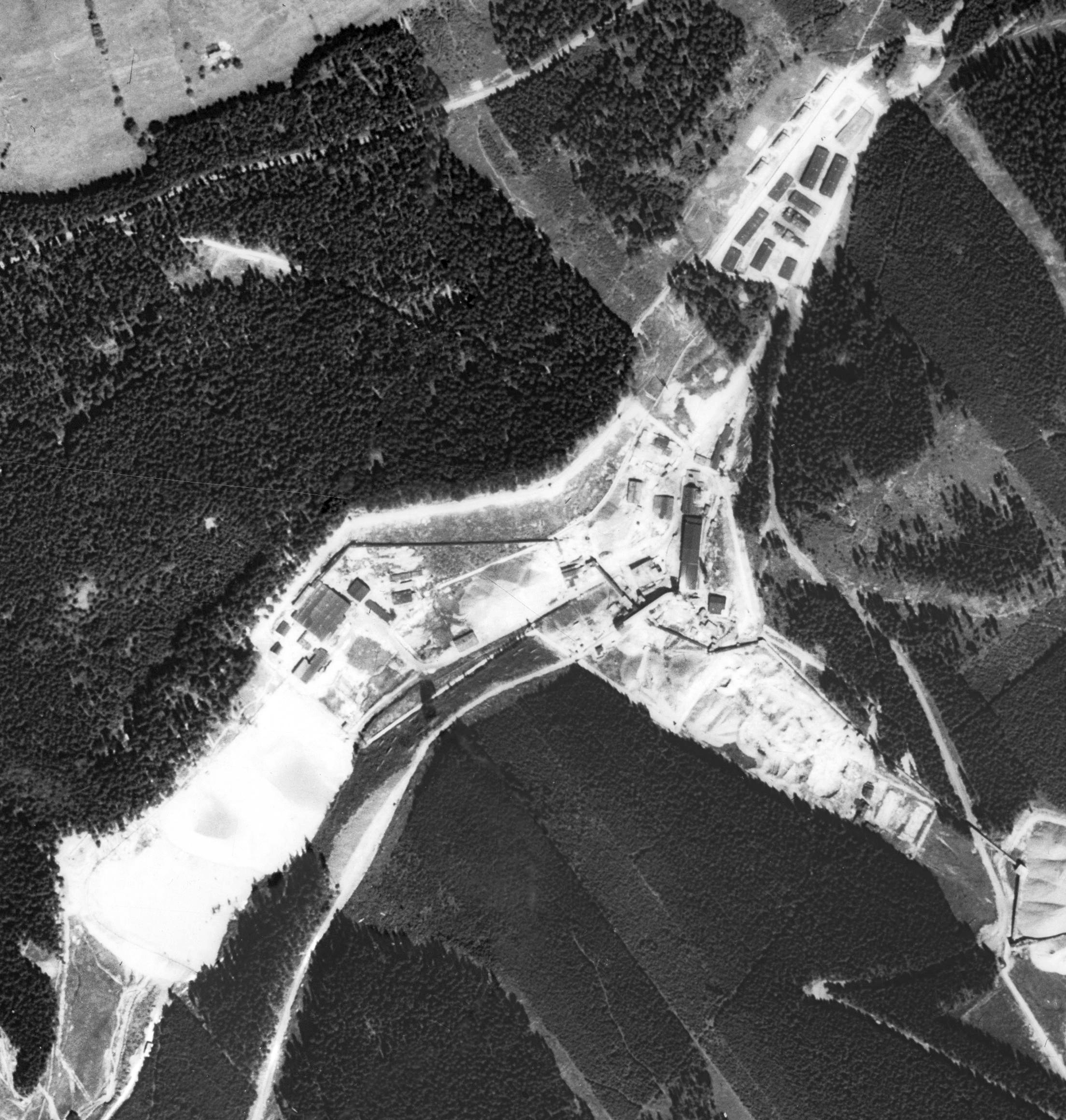
Letecký snímek dolu z 50. let 20. století

Již v roce 1946 bylo na staré haldě dolu Eliáš nalezeno přes 200 kg uranové rudy. Tento objev přinesl změnu celého údolí. Nejprve zde byl zřízen zajatecký tábor, v roce 1949 přebudovaný na tábor pro československé vězně. Bylo zde internováno 647 vězňů, z nich 588 pracovalo v dolech. Když tábor začal dosluhovat, vznikl v roce 1950 nový tábor, později zvaný jako Eliáš II. K jeho zrušení došlo v roce 1959. Vězni z táborů byli používáni k přímé těžbě uranové rudy, ale i k práci v navazujících provozech. Víc než polovinu pracovníků zdejšího povrchového i hlubinného provozu však tvořili civilní zaměstnanci podniku Jáchymovské doly.

### Těžní a zpracovatelské zařízení
Důl Eliáš tvořily dvě těžní jámy: Eliáš a Jiřina. Zpracování rudy probíhalo v letech 1948–1962 v gravitační úpravně rudy (rovněž na Bratrství, Eduardu, ve Vykmanově a Nejdku). Na Eliáši se rovněž nacházela centrální kompresorovna, tzv. Turbo pro doly Eliáš, Adam, Eva, Rovnost II.

### Současnost
Odkaliště gravitační úpravny bylo po roce 1962 zlikvidováno a kaly s obsahem uranu převezeny do úpravny v Mydlovarech. Stejně tak byly demolovány i samotné budovy úpravny, dolu a tábora Eliáš II., na místě tak lze nalézt pouze zbytky odkalovacích nádrží, chátrající budovu kompresorovny a na svazích Eliášského údolí mohutné odvaly dolů Eliáš, Eduard, Eva, Rovnost, 14 a Adam. Existenci trestaneckého tábora připomíná skautská mohyla s křížem, vztyčena zde 30. května 1992. Údolím vede naučná stezka Jáchymovské peklo.